# Хантер, Энтони
Э́нтони Ха́нтер (англ. Anthony Rex Hunter; род. 23 августа 1943, Эшфорд, Англия) — американский учёный британского происхождения. Труды в основном посвящены биохимии и онкологии. Удостоен престижнейших отличий.
Получил известность как исследователь факторов роста и киназ.
Профессор Salk Institute for Biological Studies, член Лондонского королевского общества (1987), Национальных Академии наук (был избран как иностранный член в 1998 году) и Медицинской академии (2004) США, а также Американского философского общества (2006).
Имеет высокий индекс Хирша (135 — по данным Scopus, 164 — по данным Академии Google).
Окончил Кембриджский университет (бакалавр, 1965) и там же в 1969 году получил степень доктора философии, являлся постдоком там и в Salk Institute for Biological Studies (США). В 1975 году поступил в последний ассистент-профессором, ныне его профессор и директор онкологического центра, а также адъюнкт-профессор Калифорнийского университета в Сан-Диего. С 1992 года исследовательский профессор Американского онкологического общества.
Член редколлегий ряда журналов, в частности Cell, Molecular Cell, EMBO Journal, PNAS.
Член Американской академии искусств и наук (1992), Академии Американской ассоциации исследований рака (2013), EMBO (ассоциированный член, 1992).

## Награды и отличия
- 1994 — Премия Чарльза Мотта[англ.], General Motors Cancer Research Foundation
- 1994 — Международная премия Гайрднера, Канада
- 1994 — Hopkins Memorial Lectureship and Medal, Biochemical Society[англ.]
- 2000 — J. Allyn Taylor International Prize in Medicine[англ.]
- 2001 — Премия Кэйо[англ.]
- 2003 — Sergio Lombroso Award in Cancer Research
- 2003 — City of Medicine Award
- 2004 — American Cancer Society Medal of Honor
- 2004 — Kirk A. Landon-AACR Prize for Basic Cancer Research
- 2004 — Премия принца Астурийского
- 2004 — Премия Луизы Гросс Хорвиц
- 2005 — Премия Вольфа по медицине[6]
- 2006 — Daniel Nathan's Memorial Award
- 2006 — Pasarow Award[англ.]
- 2007 — Clifford Prize for Cancer Research
- 2011 — Lifetime Achievement in Cancer Research Award, Jefferson Kimmel Cancer Center
- 2011 — Signal Transduction Society Honorary Medal
- 2012 — Thomson Reuters Citation Laureates
- 2013 — Эйнштейновский профессор Китайской АН
- 2014 — Королевская медаль Лондонского королевского общества
- 2014 — BBVA Foundation Frontiers of Knowledge Award
- 2017 — Sjöberg Prize[англ.] (в числе первых удостоенных)
- 2018 — Pezcoller Foundation-AACR International Award for Extraordinary Achievement in Cancer Research[7]
- 2018 — Премия Тан